# هیلاری مینستر
هیلاری مینستر (انگلیسی: Hilary Minster؛ ۲۱ مارس ۱۹۴۴ – ۲۴ نوامبر ۱۹۹۹) یک هنرپیشه اهل بریتانیا بود.
از فیلم‌ها یا مجموعه‌های تلویزیونی که وی در آن‌ها نقش داشته است می‌توان به پلی در دوردست، آزادی را فریاد کن، ارتش سری و دکتر هو اشاره نمود.